# Artūrs Dālbergs
Artūrs Dālbergs, latvijski general, * 18. julij 1896, † 16. oktober 1941, Moskva.